# Кодош
Кодош — мыс на побережье Чёрного моря, между городом Туапсе и селом Агой, в Причерноморье Краснодарского края.
Мыс Кодош когда-то был богат растительностью, различными видами животных: птиц, змей, насекомых. Сейчас на нём находится Туапсинская городская свалка.
Рядом с Кодошем находится скала Киселёва.